# Ágios Geórgios (Mína)
Ágios Geórgios (en grec moderne : Άγιος Γεώργιος, « Saint-Georges »), est un village du dème du Magne-Oriental, dans le district régional de Laconie, en Grèce.

## Géographie
Ágios Geórgios appartient à la communauté locale de Mina au sud-ouest du Magne entre Areópoli et Geroliménas à 1 km de Mínas.